# Disquete
Disquete (do inglês: diskette ou floppy-disk) é um dispositivo obsoleto de armazenamento removível de dados usado no computador (ou dispositivo portátil de entrada e saída de dados, ou sistema de transferência de dados entre computadores) desenvolvido no final da década de 1960 e popular na década de 1990, que utiliza memória de disco magnético fino e flexível, com um formato achatado e quadrado, selado por um  plástico retangular, forrado com tecido que remove as partículas de poeira. Disquetes eram lidos e gravados por uma unidade de leitura/gravação de disco (em inglês: "disk-drive"), chamado também de "floppy disk drive" (FDD).
Os disquetes inicialmente tinham o tamanho de 8 polegadas (200 milímetros), e posteriormente, seu tamanho foi reduzido para 5¼ polegadas (133 milímetros). Tão .l.ogo, os disquetes de 3½ polegadas (90 milímetros) se tornaram os mais comuns, amplamente utilizado em meados de 1970 até o começo dos anos 2000.
A partir de 2010, a placa-mãe raramente possuía suporte a um leitor de disquete; os disquetes de 3,5 polegadas podem ser utilizados com o auxilio de um leitor de disquetes externo/USB, mas os leitores externos dos disquetes de 5¼ polegadas ou 8 polegadas são raros.
Os leitores de disquete ainda possuem usos extremamente limitados, especialmente se tratando de sistemas legacy, os disquetes foram sucedidos por mídias de armazenamento com espaços imensamente maiores, como o pen-drive, cartões de memória, HD externo, discos óticos e redes de computadores.
Apesar de pouco usado atualmente, ele ainda continua ativo em alguns dispositivos antigos. A frota de Boeing 747-400 da British Airways, por exemplo, até sua aposentadoria em 2020, usava disquetes de 3,5 polegadas para carregar software de aviônicos. Embora a produção da nova mídia de disquete tenha cessado, estima-se que as vendas e usos dessa mídia a partir de estoques continuem até pelo menos 2026.

## História

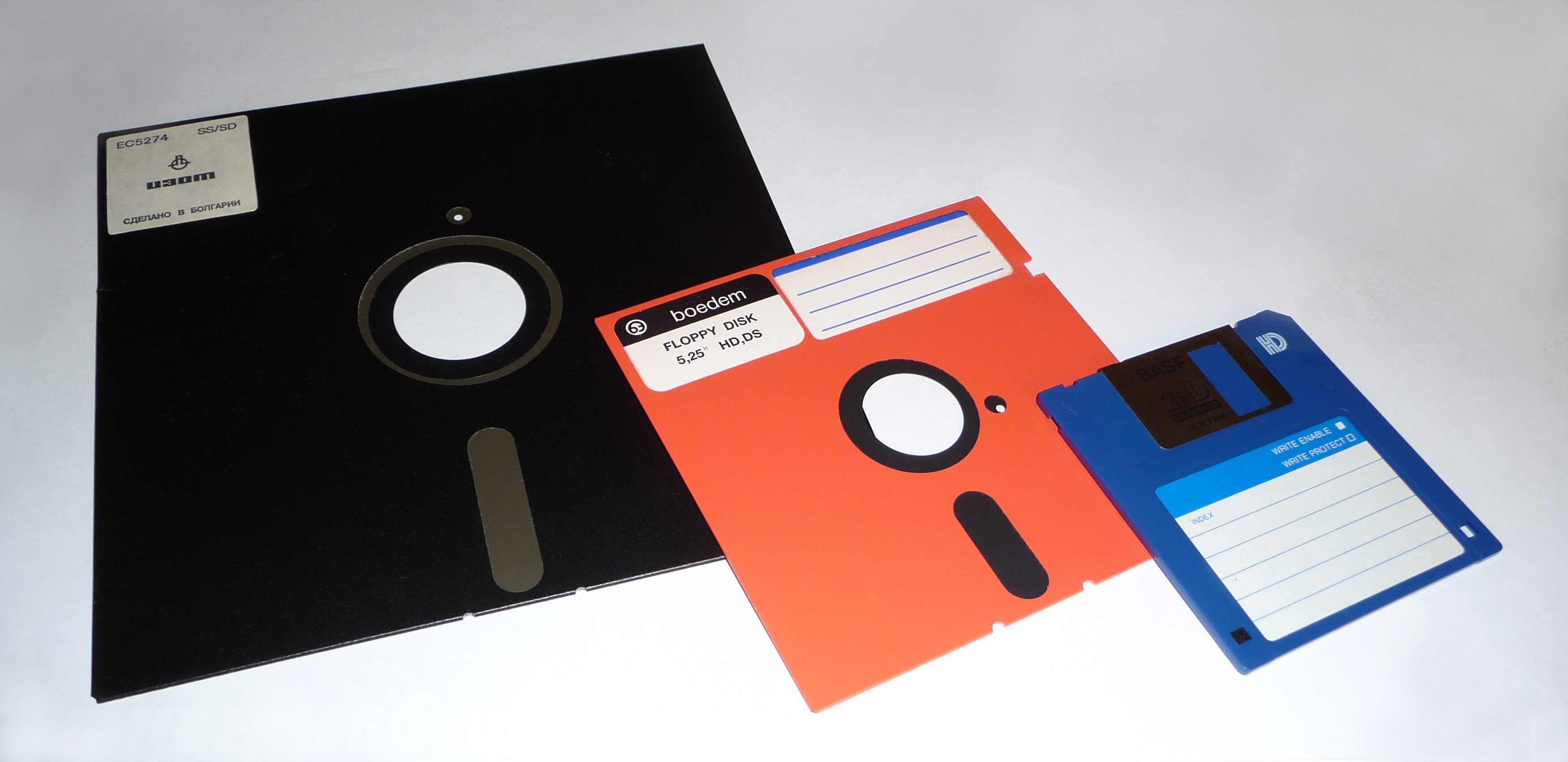
Os três formatos de disquete: 8, 5¼ e 3½ polegadas.

Os primeiros disquetes, desenvolvidos no final da década de 1960, eram de 8 polegadas, encontrados nos primeiros computadores da empresa IBM, computadores com o sistema operacional CP/M e TRS-80 Modelo II; eles se tornaram disponíveis comercialmente a partir de 1971, com o último formato (3½ polegadas EDS) a ser definitivamente adotado em 1993.

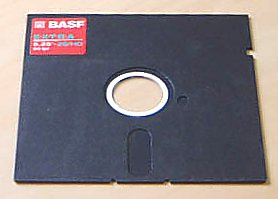
Disquete de formato 5,25 polegadas.

| Tipo de disco     | Ano   | Capacidade |
| ----------------- | ----- | ---------- |
| 8-inch            | 1971  | 80 kB      |
| 8-inch            | 1973  | 256 kB     |
| 8-inch            | 1974  | 800 kB     |
| 8-inch dual-sided | 1975  | 1MB        |
| 5¼-inch           | 1976  | 160 kB     |
| 5¼-inch DD        | 1978  | 360 kB     |
| 5¼-inch QD        | 1980  | 720 KB     |
| 5¼-inch HD        | 1984  | 1.2 MB     |
| 3-inch            | 1984? | 320 kB     |
| 3½-inch           | 1984  | 720 kB     |
| 3½-inch HD        | 1987  | 1.44 MB    |
| 3½-inch ED        | 1991  | 2.88 MB    |
| 3½-inch EDS       | 1993  | 5.76 MB    |

## Características técnicas
| Tipo                | Usado em | Setores por trilha | trilhas por Face | Capacidade | Taxa de transferência de bits |
| ------------------- | -------- | ------------------ | ---------------- | ---------- | ----------------------------- |
| Dupla Densidade     | P.C./XT  | 8                  | 40               | 160/320 KB | 250 KBit/s                    |
| Dupla Densidade     | P.C./XT  | 9                  | 40               | 180/360 KB | 250 KBit/s                    |
| Quadrupla Densidade | AT       | 8                  | 80               | 720 KB     | 300 KBit/s                    |
| Alta Densidade      | AT       | 15                 | 455;47           | 1.73 MB    | 500 KBit/s                    |

A capacidade dos disquetes 5"1/4, nos modelos mais antigos de leitora, é limitado a uma face. Neste caso, embora a mídia permita, apenas uma das faces é acessada de cada vez. Nos modelos mais novos, com duas cabeças de leitura/escrita, ambas as faces são acessadas.
| Tipo                       | Usado em | Setores por trilha | Trilhas por Face | Capacidade        | Taxa de transferência de bits |
| -------------------------- | -------- | ------------------ | ---------------- | ----------------- | ----------------------------- |
| Dupla Densidade            | P.C./XT  | 9                  | 80               | 720 KB (0,70 MB)  | 250 Kbit/s                    |
| Alta Densidade             | AT       | 18                 | 80               | 1440 KB (1,40 MB) | 500 Kbit/s                    |
| Alta Densidade Extra       | AT       | 36                 | 80               | 2880 KB (2,81 MB) | 1 Mbit/s                      |
| Alta Densidade Extra Super | AT       | 72                 | 80               | 5760 KB (5,62 MB) | 2 Mbit/s                      |

## Por dentro do disquete

Legenda: 1 - Trava de proteção contra escrita. 2 - Base central. 3 - Cobertura móvel. 4 - Chassi (corpo) plástico. 5 - Disco de papel. 6 - Disco magnético. 7 - Setor do disco.

Os disquetes possuem a mesma estrutura de um disco rígido sendo todos periféricos de entrada e saída, tendo como diferenças o fato dos disquetes poderem ser removíveis e o fato dos disquetes serem compostos de um único disco magnético.
Os disquetes são divididos em pistas ou faixas. Um conjunto de pistas concêntricas repartidas em intervalos regulares definem a superfície magnética do disco. As pistas são numeradas de 0 a n, sendo n o número total. A pista 0 é a mais externa.
Cada cilindro é dividido em um número constante de partes de mesmo tamanho, denominado setor. O nome destes depende do formato do disquete e são numerados de 1 até n, sendo n o número de setores por pista.
Cada setor possui o tamanho de 512 bytes. O setor (ou bloco) é a menor porção do disco que o computador consegue ler.
O disco magnético geralmente é dividido em duas faces, denominadas 0 e 1. Alguns leitores mais atuais, visto que os discos possuem essas duas faces, são equipados com duas cabeças de leitura/escrita, uma para cada face do disco.
Para se calcular a capacidade do disquete, pode-se usar a fórmula: Número de faces × número de pistas × números de setores/pista × 512 bytes/setor.

## Problemas
As unidades de leitura geralmente possuem um botão que, se pressionado ejeta o disquete. A possibilidade de ejetar o disquete mecanicamente pode acarretar erros de leitura, ou até mesmo a perda de todos os dados contidos no disquete caso a ejeção seja feita durante um processo de leitura. Uma exceção a isso é constituído pelas unidades de leitura dos computadores Macintosh, nos quais a ejeção do disco é comandada pelo sistema operacional e realizada através de um motor interno.
Um outro problema é referente à sua vida útil. Os disquetes possuem vida útil que varia de 5 a 6 anos (pouco, se comparado ao CD, que dura 20 anos). Disquetes mais velhos e com muito uso, começam a desprender fragmentos do disco magnético interno, sendo que alguns desses fragmentos podem grudar nas cabeças de leitura, dificultando muito a leitura/escrita de outros disquetes. Para essa situação, é recomendável utilizar um "disquete" especial para limpeza, em que no lugar do disco magnético fica localizado um tecido para limpeza.

## Desuso

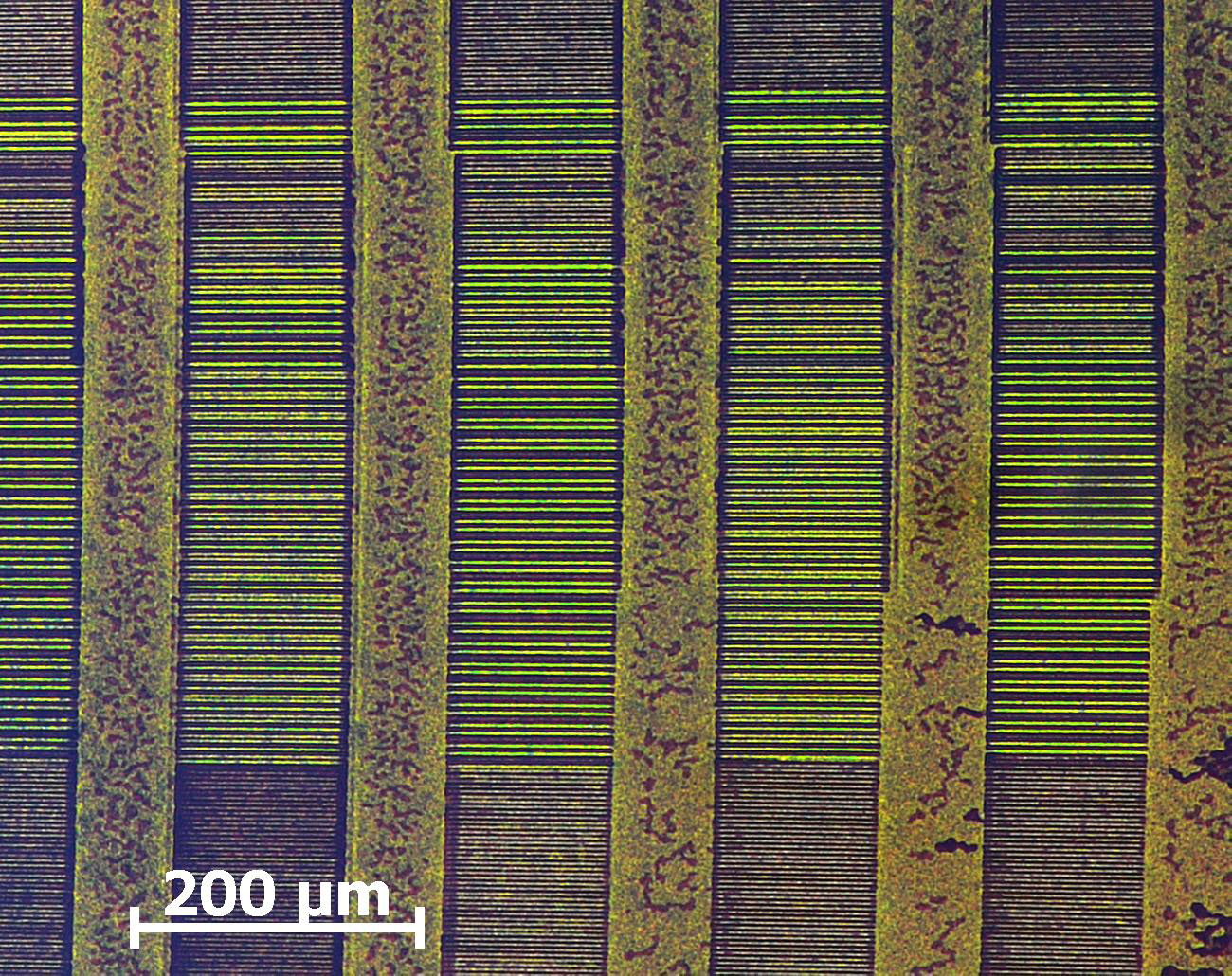
Informações magnéticas escritas em um disquete.

O disquete já foi considerado um dispositivo com grande capacidade de armazenamento, especialmente devido ao pequeno tamanho dos arquivos. Atualmente, devido ao tamanho cada vez maior dos arquivos e, devido à existência de mídias de armazenamento não-voláteis de maior capacidade, como cartões de memória (memory sticks, cartões MMC, cartões SD, ...), Pen Drives, CD-R, CD-RW, DVDs graváveis e regraváveis; além da existência de outras maneiras de armazenamento de arquivos, como armazenamento distribuído, Compartilhamento de arquivos em redes locais, e-mail, disco virtual, serviços de hospedagem de arquivos, cloud computing e SAN, o disquete se tornou um utilitário obsoleto. Atualmente os computadores saem de fábrica sem o drive de leitura de disquete.

## Meio de Contaminação de Vírus

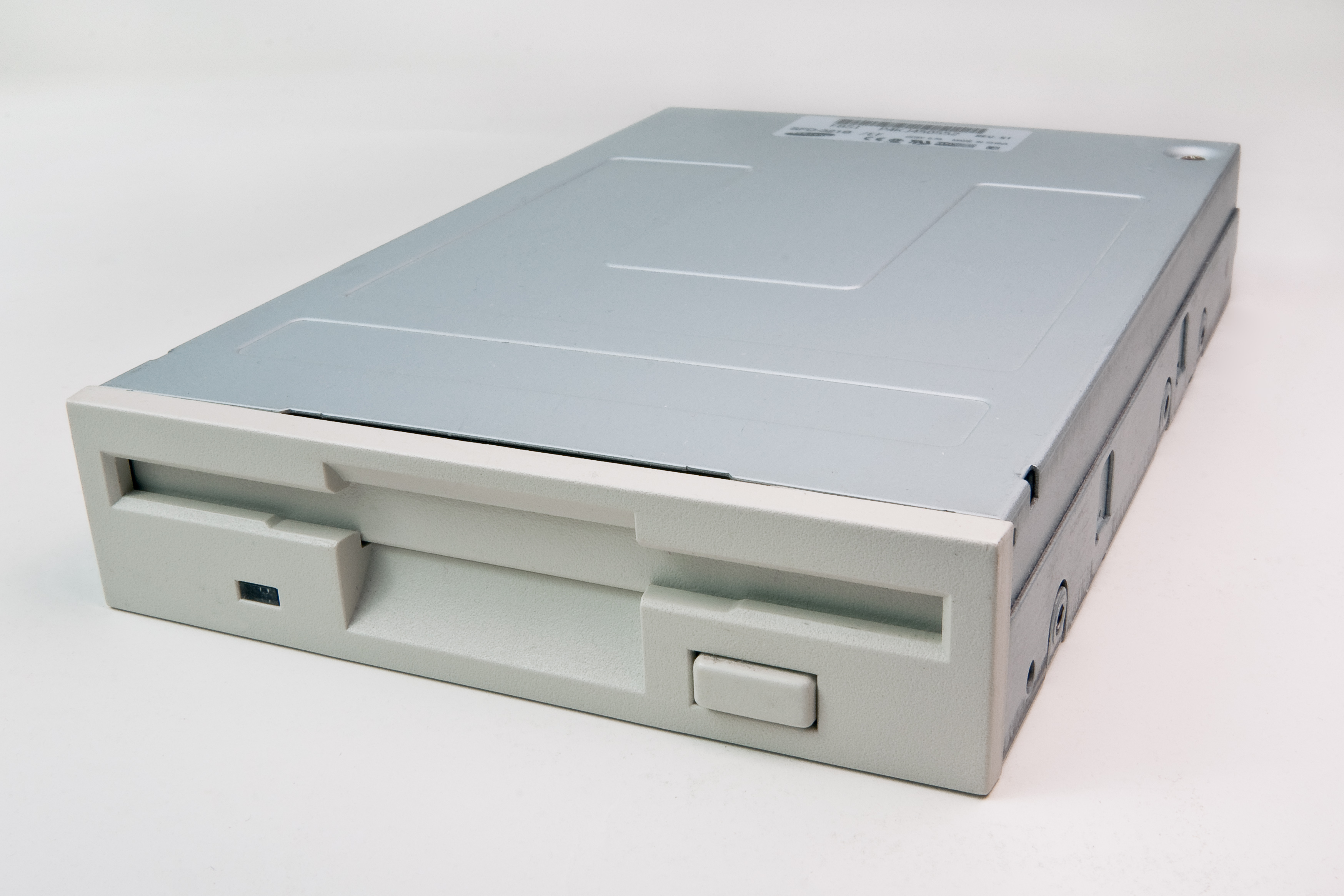
Reprodutor de disquete 3,5" para computador.

Os disquetes foram os primeiros transmissores de vírus de computador. No fim dos anos 1980, os vírus Ping-Pong, Vírus Stoned, Vírus Jerusalém, Vírus Sexta-Feira 13 e Vírus Michelangelo eram disseminados através do disquete, que contaminava o PC quando inserido na máquina e, após isso, contaminava qualquer outro disquete sem vírus, desde que fosse inserido no drive do PC. Até o surgimento da Internet, o disquete era o único meio de propagação de vírus que existia.
Na época, o único meio de proteger um disquete contra vírus era colocar um selo no lacre quadrangular superior ou, no caso dos disquetes de 3½", ativar a trava de proteção contra escrita, de forma a impedir que o PC gravasse qualquer coisa no disquete, fazendo dele um meio de leitura de dados somente, protegendo, assim, de vírus

## Legado

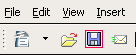
Imagem da barra de ferramentas do OpenOffice.org: o ícone para salvar é representado por um disquete.

Por mais de duas décadas, o disquete foi o principal sistema de gravação e o mais utilizado. A maioria dos ambientes computacionais antes de 1990 não possuíam redes, os disquetes eram o principal sistema de transferência de dados entre os computadores, um método conhecido de forma mais informal como sneakernet. Diferentemente dos discos rígidos internos da época, os disquetes já eram portáteis e conhecidos; qualquer novato da informática já conseguia identificar um disquete. Em virtude a esses fatores, a imagem de um disquete de 3,5 polegadas se tornou uma metáfora para a gravação de dados virtuais. O símbolo do disquete continua a ser usado em interfaces de softwares (conhecidas como "GUI") quando se trata da ação de salvar dados, como é o caso do Microsoft Office 2013, mesmo com o disquete e os leitores de disquete já altamente obsoletos.